# Liste der Kulturdenkmäler in Retterath
In der Liste der Kulturdenkmäler in Retterath sind alle Kulturdenkmäler der rheinland-pfälzischen Ortsgemeinde Retterath aufgeführt. Grundlage ist die Denkmalliste des Landes Rheinland-Pfalz (Stand: 17. Juli 2023).

## Einzeldenkmäler
| Bezeichnung                          | Lage                                | Baujahr                            | Beschreibung                                                                                   | Bild                           |
| ------------------------------------ | ----------------------------------- | ---------------------------------- | ---------------------------------------------------------------------------------------------- | ------------------------------ |
| Wohnhaus                             | Brunnenstraße, zu Nr. 1 Lage        | 1880                               | Putzbau, angeblich von 1880                                                                    | BW                             |
| Wohnhaus                             | Hauptstraße 18 Lage                 | 18. Jahrhundert                    | eineinhalbgeschossiges Fachwerkhaus, teilweise massiv, 18. Jahrhundert (?)                     | BW                             |
| Wohnhaus                             | Hauptstraße 27a Lage                | 18. Jahrhundert                    | Fachwerkhaus, teilweise massiv, linke Hälfte wohl aus dem 18. Jahrhundert, rechts jünger       | BW                             |
| Wegekreuz                            | Hauptstraße, Ecke Lindenstraße Lage | 1751                               | Schaftkreuz, Basalt, bezeichnet 1751                                                           | weitere Bilder Fotos hochladen |
| Katholische Pfarrkirche St. Remigius | Kirchstraße Lage                    | 1862                               | neugotische Basilika, Schieferbruchstein, 1862; Friedhofs- oder Missionskreuz, bezeichnet 1841 | weitere Bilder Fotos hochladen |
| Wohnhaus                             | Kirchstraße 1 Lage                  | zweite Hälfte des 19. Jahrhunderts | Fachwerkhaus, teilweise massiv oder verschiefert, zweite Hälfte des 19. Jahrhunderts           | BW                             |
| Wohnhaus                             | Kirchstraße 8a Lage                 | 1743                               | massives Wohnhaus, bezeichnet 1743                                                             | BW                             |
| Wegekreuz                            | Lindenstraße, Ecke Hauptstraße Lage | 1748                               | Schaftkreuz, Basalt, bezeichnet 1748                                                           | BW                             |